# 154
| [ Edytuj tabelę ] |                          |
| Cesarz Chin       | - 146 Han Huandi 168     |
| Władca Korei      | - 146 Ch’adae 165        |
| Papież            | - 140 Pius I 155         |
| Król Partów       | - 147 Wologazes IV 191   |
| Cesarz Rzymu      | - 138 Antoninus Pius 161 |

Rok 154 / CLIV
stulecia: I wiek ~
II wiek ~
III wiek

lata: 144 «
149 «
150 «
151 «
152 «
153 «
154
» 155
» 156
» 157
» 158
» 159
» 164

## Wydarzenia
- Eupator został królem Bosporu krymskiego.

## Urodzili się
- Bardesanes, syryjski filozof i gnostyk (zm. 222).

## Zmarli
- Euzois, biskup Bizancjum.